# Nicolas de Blégny

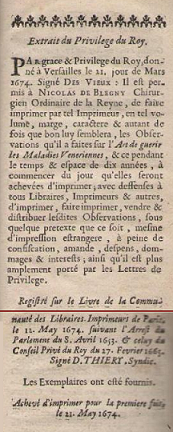
Extrait du privilège du roi Louis XIV daté de 1674 "in fine" de l'ouvrage "L'art de guérir les maladies vénériennes"

Nicolas de Blégny, né en 1652 et mort en 1722, est un essayiste, historien et chirurgien français. Il fut nommé chirurgien de la reine en 1678, puis médecin du roi en 1682.

## Biographie

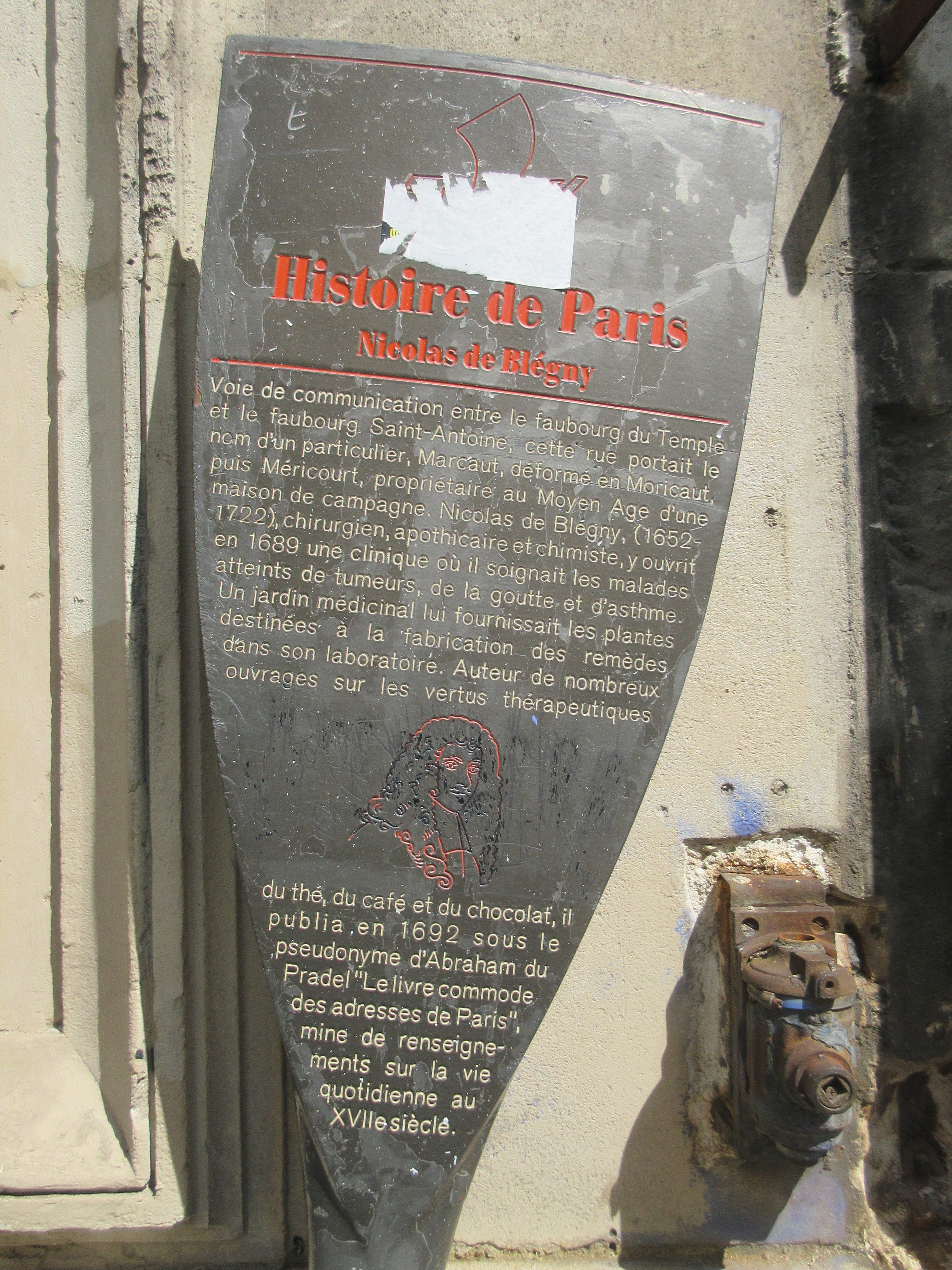
Panneau Histoire de Paris « Nicolas de Blégny »

Il publia de nombreux travaux, qui lui valurent quelques violentes critiques, sur divers sujets de médecine et sur le café, le thé et le chocolat, tel Le bon usage du thé, du caffé et du chocolat pour la preservation & pour la guerison des maladies en 1687.
Il fut également le créateur du premier journal médical, les Nouvelles découvertes sur toutes les parties de la médecine, dès 1679. Il publie également Le livre commode des adresses de Paris pour 1692 sous le pseudonyme d'Abraham du Pradel.
En 1689, il ouvre une clinique, dans la rue de la Folie-Méricourt, où il soigne les malades atteints de tumeurs, de la goutte et de l'asthme.
Il est arrêté en 1693 pour quelques malversations et meurt en disgrâce en 1722. Il est le frère d'Étienne de Blégny, un maître écrivain assez célèbre.

## Bibliographie

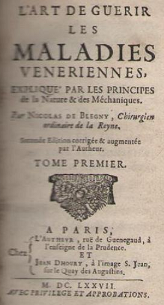
Nicolas de Blegny, première page de l'ouvrage "L'art de guérir les maladies vénériennes 1677"

### Ouvrages de cet auteur
1. L'Art de guérir les maladies vénériennes, Paris, chez l'auteur et chez Jean Dhoury 1677.
2. Nouvelles découvertes sur toutes les parties de la médecine, Paris, 1679.
3. La Doctrine des Rapports de Chirurgie, Lyon, chez Thomas Amaulry et chez la Veuve Denis Nion. 1684. Très rare.
4. L'Esprit des autres. 5e édition refondue et augmentée. 1 vol. in-18.
5. Le Livre commode des Adresses de Paris, 2 tomes, 1691/1692.
6. Secrets concernant la beauté et la santé, édité à Paris par Laurent d'Houry et chez la veuve Denis Nion en 1688

### Ouvrages sur l'auteur
- J. Tellier, Un aventurier médical au XVIIe siècle : Nicolas de Blégny, Paris, Louis Arnette, 1932, 8°, 68 p. Thèse.
- Paris, Bibliothèque inter-universitaire de pharmacie, Archives, Carton N / Affaires concernant Nicolas de Blégny, médecin du Roy.
- Albert G. Nicholls, « Nicolas de Blégny and the first medical periodical », The Canadian Medical Association Journal, August 1934, p. 198-202.
- Jules Guiart, La Chronique du Fureteur : Nicolas de Blégny, créateur du journalisme médical, dans Le Fureteur Médical, n° 1, janvier 1944